# Yannick Djaló
Yannick dos Santos Djaló (Bissau, 5 mei 1986) is een Portugese voetballer van Guinee-Bissauaanse afkomst. Hij speelt bij FK Mordovia Saransk, dat hem in 2015 van SL Benfica op huurbasis overnam. Eerder speelde hij voor stadsrivaal Sporting Clube de Portugal.